# Samuel Pineles

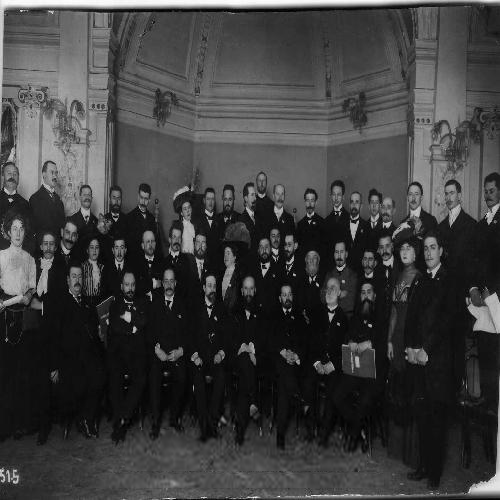
Pineles als 2.v.r. vorn sitzend als Glied des Präsidiums des Neunten Zionistenkongresses im Konzerthaus Ludwig in Hamburg, Dezember 1909

Samuel Pineles (* 23. Juli 1843 in Brody; † Oktober 1928 in Galați) war ein Zionistenführer während der Frühzeit des Zionismus vor der Gründung des Staates Israel.
Er war der Sohn des Lehrers und Schriftstellers Hirsch Mendel ben Solomon Pineles (1806–1879). 1863 zog Samuel Pineles mit seiner Familie in das rumänische Galați. Seit Beginn der 1880er Jahre war Samuel Pineles Mitglied der Chovevei Zion, von 1882 bis 1884 Generalsekretär des Zentralkomitees der Bewegung für die Besiedlung Palästinas in Rumänien. Er war beteiligt an der Vorbereitung der Gründung der Siedlungen Sichron Jaʿaqov (damals noch Zamarin genannt) und Rosch Pinna.
Pineles war Mitglied des „Großen Actionscomités“ der Zionistischen Bewegung und hatte auch schon an der Vorkonferenz zum Ersten Zionistenkongress teilgenommen.
Anfang 1897 hatte er Lotterien und ähnliche Geldsammel-Methoden zur Finanzierung der Siedlungsarbeit in Palästina vorgeschlagen, was Theodor Herzl aber ablehnte (Herzl: „Ich wenigstens kann u. werde mich mit dergleichen nicht abgeben, unsere Bewegung hat ohnehin gemeine Verleumder genug“).
Seit 1900 waren die rumänischen Zionisten (Konflikt zwischen Galați und Brăila) heftig zerstritten, im März 1902 verlor Samuel Pineles das Vertrauen der zionistischen Führung in Wien. 1909 übergab Pineles dem Jüdischen Nationalfonds in Köln 30.000 Francs, die er von Baron Edmond de Rothschild für die Siedlungen auf dem Golan erhielt, welche die rumänische Gruppe der Chibbat Zion erworben hatte.
Die israelische Stadt Givʿat Schmu'el ist nach ihm benannt.